# Walter Brugmann

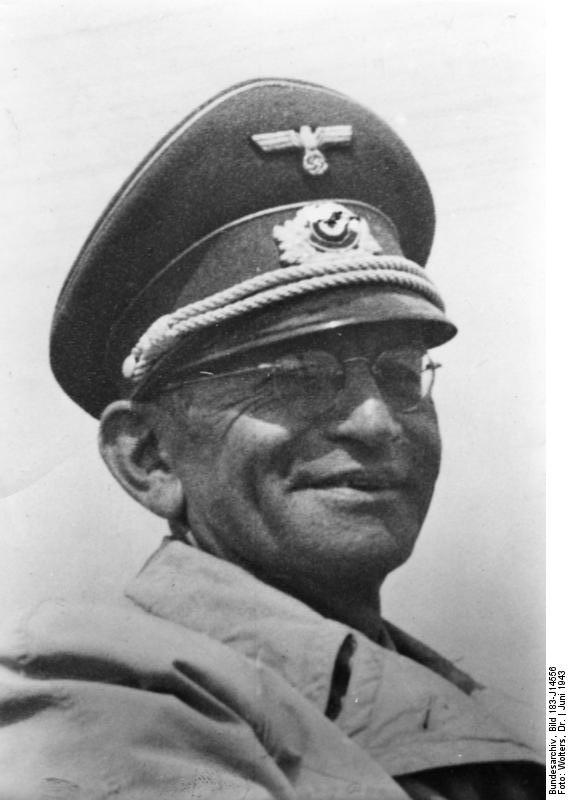
Walter Brugmann, 1943

Walter Brugmann (* 2. April 1887 in Leipzig; † 26. Mai 1944) war ein deutscher Architekt, zunächst in der Tradition der klassischen Moderne, der ab 1928 als Leiter des Hochbauamtes, ab 1933 als Stadtbaurat in Nürnberg, ab 1940 als Generalbauleiter für Berlin und ab 1942 als Leiter der Organisation Todt in Südrussland für logistische Baumaßnahmen der Wehrmacht tätig war.

## Werdegang
Brugmann war, ausgehend vom Spätexpressionismus, anfangs seiner Karriere ganz im Sinne Neuen Bauens, einer Stilrichtung, die in Bayern ihre Anfänge zu Beginn des 20. Jahrhunderts hatte und als „die andere Tradition“ bekannt wurde, geprägt. (Sie wollte die historistisch verdeckende Architektur des 19. Jahrhunderts durch funktionalistische Bautechniken ablösen.) Brugmann orientierte sich ab 1924/25 stark an den Prinzipien des Bauhauses und anderer reformistischer Architekturströmungen in Europa (rationalistische Architektur in Italien, de Stijl in Holland).
Brugmann entwarf geometrisch strenge, meist kubische Gebäude, die bei einer durchaus expressiven Formsprache eine sehr starke Reduktion auf das Wesentliche zeigten und aus der Funktionalität, aber auch aus der Materialität heraus entwickelt waren. Brugmann verwandte häufig Backstein als Fassadenmaterial. Die Straßenbahnhalle am Plärrer („Plärrer-Automat“, 1931–32) mit ihrem schwebenden, runden Dach über einer stark entmaterialisierten, sehr transparenten Stahl-Glas-Konstruktion galt als wegweisendes Verkehrsbauwerk der klassischen Moderne. Hier wird auch der starke Einfluss der zeitparallelen italienischen Moderne (italienischer Rationalismus um Giuseppe Terragni) deutlich.
Brugmann, der 1928 von dem liberaldemokratischen Oberbürgermeister Dr. Hermann Luppe an die Spitze des städtischen Hochbauamtes berufen wurde und vor 1933 etliche beachtliche Bauten im Sinne des Neuen Bauens schuf, verfolgte zunächst eine konsequent modernistische Architekturhaltung und wandte sich gegen traditionalistische Vorstellungen, was ihn auch in Konflikt mit dem für einen gemäßigten Wandel eintretenden Luppe brachte. So konnte sich Brugmann als fachlich zuständiger Hochbauamtsleiter bei der Konzeption der Großsiedlung Nordostbahnhof Ende der 1920er Jahre nicht gegen Luppe durchsetzen, der zwar dem Neuen Bauen aufgeschlossen gegenüberstand, aber keine radikalen Brüche im Stadtbild wollte; anstelle der von Brugmann favorisierten und andernorts gebauten Flachdächer mussten flachgeneigte Walmdächer ausgeführt werden. Andererseits konnte Brugmann als Amtsleiter aber seine radikal modernen Architekturvorstellungen bei den städtischen Bauten des Gesundheitswesens jener Zeit, etwa der Frauenklinik an der Flurstraße (Arch. Robert Erdmannsdorffer) und der Lungenkrankenpflegestätte Johannisheim (Arch. Otto Ernst Schweizer) auch gegen massive Kritik konsequent durchzusetzen.
Nach der Machtergreifung der Nationalsozialisten wandte sich Brugmann ab 1933 zwar den Architekturvorstellungen des „Dritten Reichs“ zu, verblieb aber stilistisch in einer Mischung zwischen der Sachlichkeit des Neuen Bauens und der Staatsarchitektur des „Dritten Reichs“, deren übertriebenes Pathos ihm trotzallem fremd blieb. In gewisser Weise blieb Brugmann etlichen Mächtigen des „Dritten Reichs“, insbesondere dem Nürnberger Gauleiter Julius Streicher, wegen seiner dezidiert modernen Architekturhaltung vor 1933 suspekt, er konnte sich aber auf den Rückhalt von Oberbürgermeister Willy Liebel und seine Verbindungen zu Albert Speer stützen und vermied alle Konflikte mit Streicher.

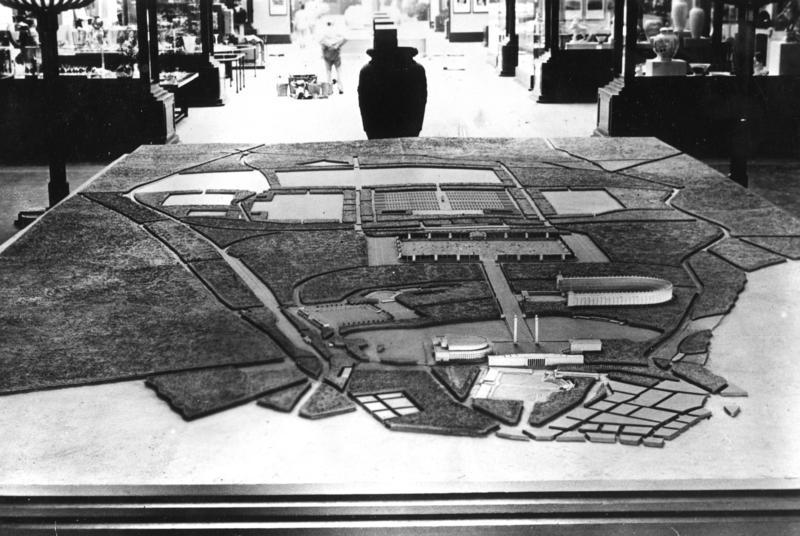
Modell des Reichsparteitagsgeländes bei der Weltausstellung in Paris, 1937

Brugmann war ab 1934 mit den Planungen des Reichsparteitagsgeländes betraut. Seine Tätigkeit hierfür konzentrierte sich vor allem auf die stadtplanerische Konzeption und auf Fragen der technisch-organisatorischen Umsetzung, zur Planung von Hochbauten wurde er nicht herangezogen.
Unter Brugmann als Stadtbaurat wurde unter dem Deckmantel des Denkmalschutzes die „Entschandelung“ und „Arisierung“ der Nürnberger Altstadt vorangetrieben. In diesem Zusammenhang wickelte Brugmann Streichers Vorgaben zum Abbau des Neptunbrunnens („Judenbrunnen“) am Hauptmarkt und zum (bereits lange vor der sog. Reichspogromnacht vollzogenen) Abbruch der Hauptsynagoge am Hans-Sachs-Platz technokratisch ab. Ebenfalls auf Wunsch Streichers ließ Brugmann 1934 das erst 1927 nach den Plänen von Otto Ernst Schweizer errichtete Planetarium am Rathenauplatz (als Symbolbau aus der Zeit der Weimarer Republik, rsp. der Ära Luppe) abbrechen.
Nach Albert Speer kam Brugmann am 26. Mai 1944 durch „einen ungeklärten Flugzeugunfall“ ums Leben. Nach Speers Erinnerungen galt Brugmann als „loyaler Mitarbeiter“ und „Beamter alter Schule“.

## Karriere im NS-Staat
Brugmann ist bis heute wegen seiner Verstrickung in das NS-System als ambivalente Persönlichkeit umstritten. Er gilt als typisches Beispiel eines Architekten, der sich als Karrierist opportunistisch dem Regime zugewandt hat. Nachdem er zum 1. Mai 1933 der NSDAP beigetreten war (Mitgliedsnummer 3.181.417), wurde er im Rahmen der Gleichschaltung der städtischen Verwaltung Hochbaureferent und 1934 Bauleiter des Reichsparteitagsgeländes. 1937 erhielt er den Titel Professor. 1940 erfolgte seine Ernennung zum Generalbauleiter Berlins. Wegen seiner indifferenten Architekturhaltung war Brugmann für die Architektur des „Dritten Reichs“ nicht stilbildend, nach 1933/34 konnte er trotz seiner Behördenkarriere keine Entwürfe für größere Bauten mehr realisieren. Als Architekt arbeitete er seither operativ und administrativ, Zeitgenossen nannten ihn deshalb „den Bauleiter des Führers“. Brugmann war trotz seiner hohen Ämter in Verbrechen des Dritten Reichs persönlich nicht verwickelt, politisch verhielt er sich unauffällig, war aber als Technokrat eine effektive Stütze des Systems. Eine „Säuberung“ des Amtes fand nach seiner Übernahme des Baureferates nicht statt, Brugmann arbeitete weiter mit Architekten aus der „Systemzeit“. Er stützte sich behördenintern auf den Kreis um seinen Protegé und Amtsnachfolger Heinz Schmeißner (Wilhelm Schlegtendal, Paul Seegy, Kurt Schneckendorf), der in der Nachkriegszeit bruchlos Architektenkarrieren fortsetzen konnte und maßgeblich den Wiederaufbau und das Baugeschehen im Nürnberg der Nachkriegsjahrzehnte prägte.
- 1933: Baureferent in Nürnberg, seit 1934 zugleich oberster Planer des Zweckverbandes Reichsparteitage
- 1933: Referent und Mitarbeiter Albert Speers
- 1934: Beteiligt am Film Triumph des Willens von Leni Riefenstahl. In dessen Vorspann/Nachspann als verantwortlich für die filmtechnischen Bauten erwähnt.
- 1937: Hauptabteilungsleiter „Allgemeine Bauleitung“ beim Generalbauinspektor für die Reichshauptstadt
- 1940: Leiter der Baugruppe des Luftrüstungsprogrammes
- 1941: Chef des Baustabs von Albert Speer
- 1942: Leiter der Einsatzgruppe Russland-Süd der Organisation Todt, in diesem Zusammenhang am 14. Mai 1943 Verleihung des Ritterkreuzes des Kriegsverdienstkreuzes mit Schwertern

## Bauten
- 1927: Wasserreinigergebäude der Städtischen Gaswerke
- 1927/1928: Koksbunker im städt. Gaswerk
- Hochspannungsstation Schulhaus Nürnberg Fürreuthweg 95
- Hochspannungsstation Nürnberg Geiseestraße 37
- 1932: Fürsorgeanstalt für Lungenkranke, Nürnberg – Johannisstraße 37a mit Paul Seegy (durch Anbauten 1953 und 1958 verändert)
- Hauptpost (Umgestaltung des Entwurfs). Als Baureferent nahm Brugmann maßgeblich und umgestaltend auf den Planungsprozess der neuen Post Einfluss. Er war der Meinung, dass das Hochhaus „noch höher geführt“ werden müsse.[8]

Nicht mehr vorhanden:
- 1927/1928: Norishalle (als rationalistisch-versachlichter Umbau einer historistisch-eklektizistischen Ausstellungshalle von 1882, 1945 zerstört)
- Straßenbahn- und Bushaltestelle Jagdstraße
- 1928/1932: Straßenbahnwartehalle „Plärrer-Automat“ (abgerissen 1977)[9]